# 阳城郡
阳城郡，中国南北朝时设置的郡。
- 北魏孝昌二年（526年）置阳城郡，属司州。治所在阳城县（今河南登封市东南告成镇）。辖境相当今河南省登封市、禹州市等地一带。东魏天平初年属洛州。隋文帝开皇初年废除。
- 唐玄宗天宝元年（742年）改沁州置阳城郡，治沁源县（今山西沁源县）。辖境相当今山西省沁源县及安泽县北部。下辖沁源县、和川县、绵上县。唐肃宗乾元元年（758年）再改为沁州。

唐朝阳城郡太守
- 赵奭（749年之前）
- 严向（至德年间）